# Winterspelt

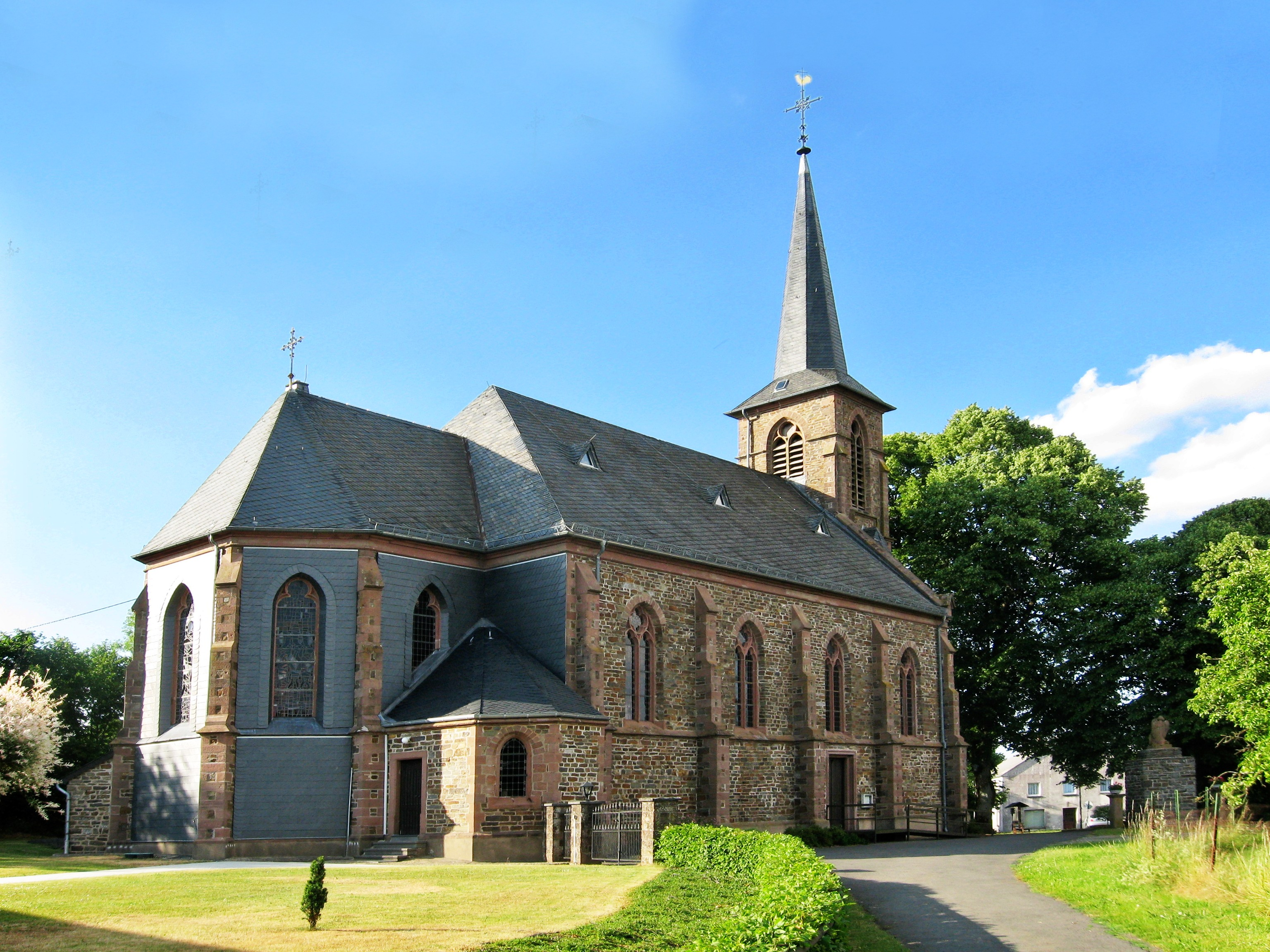
Kirche St. Michael

Winterspelt (Aussprache: [ˈvintəʃpɛlt]) ist eine Ortsgemeinde im Eifelkreis Bitburg-Prüm in Rheinland-Pfalz. Sie gehört der Verbandsgemeinde Prüm an.

## Geographie

### Lage
Winterspelt liegt südwestlich von Großlangenfeld in der Schnee-Eifel und in direkter Nähe zur deutsch-belgischen Grenze. Nachbargemeinden auf belgischer Seite sind Burg-Reuland und Sankt Vith.

### Gliederung
Die Gemeinde umfasst zehn Ortsteile (Einwohnerzahlen inkl. Nebenwohnsitze, Stand 1. Juni 2013):
| Ortsteil                                  | Einwohner |
| ----------------------------------------- | --------- |
| Eigelscheid mit Weißenhof                 | 95        |
| Elcherath                                 | 107       |
| Hasselbach                                | 44        |
| Heckhalenfeld                             | 63        |
| Hemmeres                                  | 44        |
| Ihren mit Berghof                         | 49        |
| Steinebrück                               | 33        |
| Urb mit Urbermühle                        | 43        |
| Wallmerath                                | 61        |
| Winterspelt mit Breitenfenn und In Astern | 397       |

### Geologie
Den oberflächennahen geologischen Untergrund bilden unterdevonische Tonschiefer mit Grauwackeneinschaltungen.

### Klima
Der Jahresniederschlag beträgt 924 mm.

## Geschichte
Winterspelt war der Hauptort einer prümischen Schultheißerei, zu welcher außer Winterspelt selbst auch Eigelscheid, Elcherath, Hemmeres, Ihren und Walmerath gehörten; der heutige Ortsteil Urb gehörte zur Schultheißerei Bleialf. Beide Schultheißereien waren Teile des Amtes Prüm und gehörten bis zum Ende des 18. Jahrhunderts landesherrlich zum Kurfürstentum Trier. Heckhalenfeld dagegen gehörte zur Meierei Harspelt in der Herrschaft Dasburg und landesherrlich zum Herzogtum Luxemburg.
Im Jahr 1794 hatten französische Revolutionstruppen das Linke Rheinufer besetzt. Von 1795 an gehörte Heckhalenfeld zum Kanton Arzfeld im Wälderdepartement, die übrigen Ortschaften in der heutigen Gemeinde Winterspelt von 1798 an zum Kanton Schönberg im Saardepartement.
Nachdem auf dem Wiener Kongress (1815) die Region dem Königreich Preußen zugeordnet worden war, wurden die Gemeinden Winterspelt und Urb der Bürgermeisterei Winterscheid, die Gemeinde Heckhalenfeld der Bürgermeisterei Leidenborn, beide im Kreis Prüm und im Regierungsbezirk Trier und von 1822 in der Rheinprovinz, zugeordnet.
Am 1. Januar 1971 wurden die beiden bis dahin selbständigen Gemeinden Heckhalenfeld (seinerzeit 77 Einwohner) und Urb (80 Einwohner) nach Winterspelt eingemeindet.

### Bevölkerungsentwicklung
Die Entwicklung der Einwohnerzahl von Winterspelt bezogen auf das heutige Gemeindegebiet; die Werte von 1871 bis 1987 beruhen auf Volkszählungen:
| Jahr | Einwohner |
| ---- | --------- |
| 1815 | 422       |
| 1835 | 680       |
| 1871 | 827       |
| 1905 | 778       |
| 1939 | 962       |
| 1950 | 971       |

| Jahr | Einwohner |
| ---- | --------- |
| 1961 | 839       |
| 1970 | 816       |
| 1987 | 871       |
| 1997 | 878       |
| 2005 | 818       |
| 2024 | 842       |

## Politik

### Bürgermeister
Edgar Henkes wurde am 14. August 2019 Ortsbürgermeister von Winterspelt. Bei der Direktwahl am 26. Mai war er mit einem Stimmenanteil von 75,23 % für fünf Jahre gewählt worden. Er wurde im Juni 2024 wiedergewählt.
Der Vorgänger von Henkes, Hubert Tautges, hatte das Amt seit 1984 ausgeübt.

### Wappen
| Wappen von Winterspelt | Blasonierung: „Schild von Rot vor Silber gespalten, vorn ein goldener Sparrenbalken, hinten ein aufrechtes, rotes Flammenschwert mit schwarzem Griff.“ |
| Wappen von Winterspelt | Wappenbegründung: Im Chor der Elcherather Kirche ist ein Schlussstein mit einem Herzschild, das einen roten Sparrenbalken zeigt. Er steht für den Erbauer der Kirche, den Prümer Abt Wilhelm aus dem Geschlecht der Manderscheider Grafen, die den roten Sparrenbalken in Gold im Wappen führten. Er steht im Wappen in vertauschten Farben für den Ortsteil Elcherath. Im zweiten Feld des Wappens steht das Flammenschwert als Attribut des Erzengels Michael, des Kirchen- und Ortspatrons von Winterspelt. |

## Sehenswürdigkeiten
- St. Willibrord (Elcherath), InnenraumPfarrkirche St. Michael
- Willibrordkirche in Elcherath

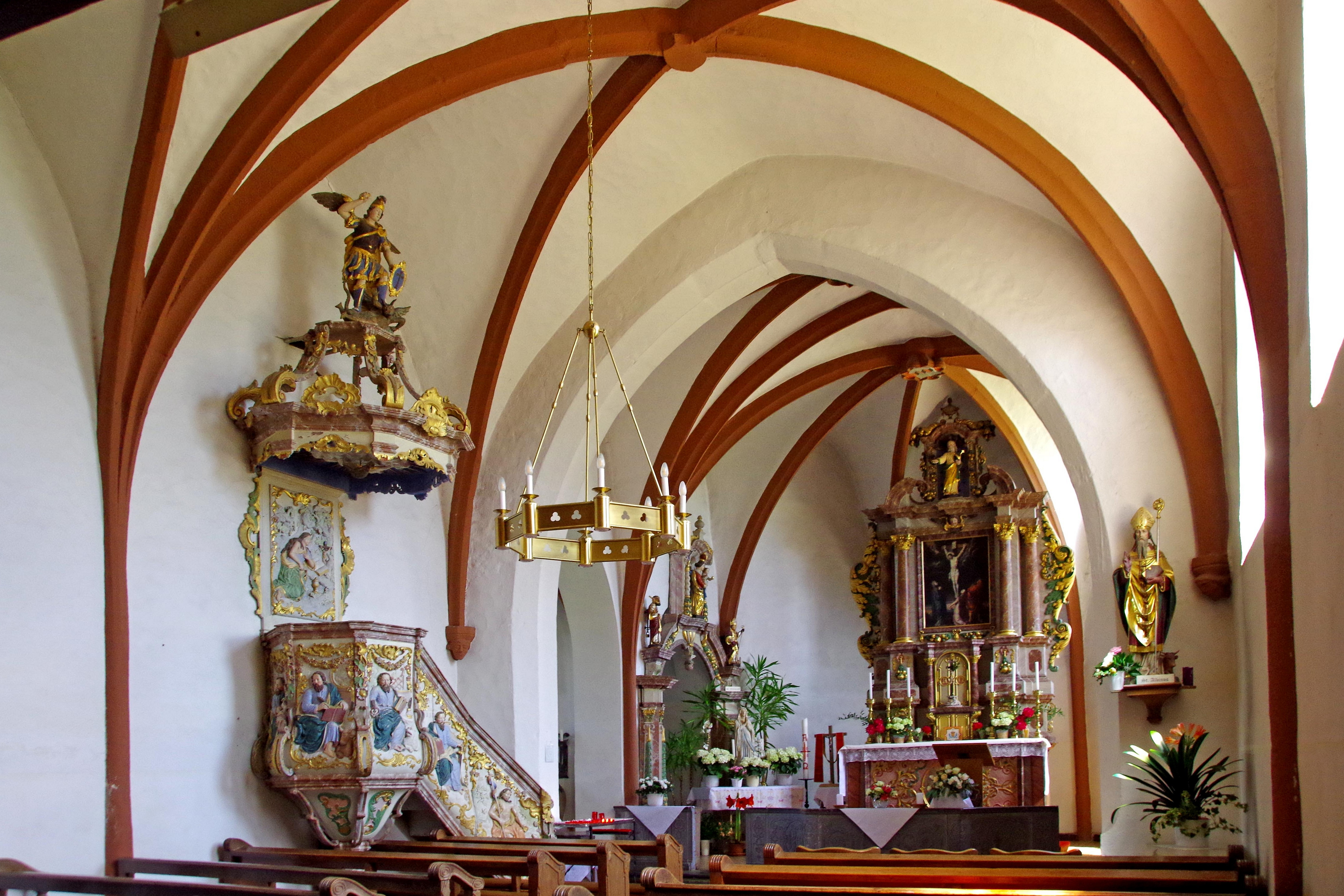
St. Willibrord (Elcherath), Innenraum

- Wegekreuze inner- und außerhalb des Dorfes
- Kapellen in Urb, Hemmeres, Ihren und Heckhalenfeld

Siehe auch:
- Liste der Kulturdenkmäler in Winterspelt
- Liste der Naturdenkmale in Winterspelt

## Verkehr
Die „Anschlussstelle Winterspelt“ der A 60 ist die erste hinter der Grenze zwischen Belgien und Deutschland.

## Sonstiges
Winterspelt und Umgebung sind Schauplatz der fiktiven Handlung des gleichnamigen Romans von Alfred Andersch. Auf diesem Werk fusst der Film Winterspelt 1944, der jedoch nicht vor Ort gedreht wurde.